# Безработица в России

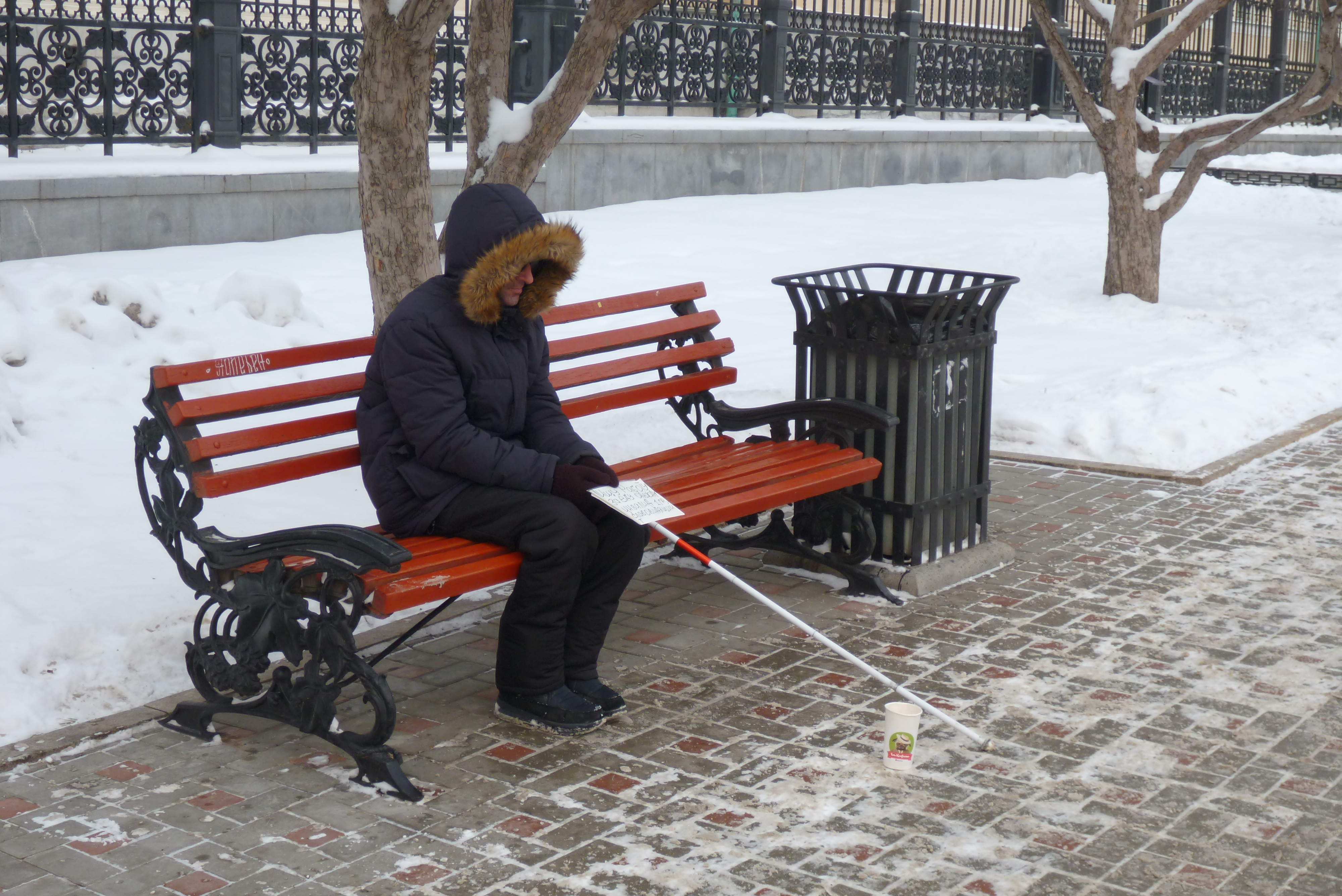
Слабовидящий инвалид ищет работу. Екатеринбург, 2 декабря 2018 года

Уровень занятости населения России является довольно высоким с советских времён, когда рождаемость снизилась, а число женщин, вовлечённых в экономику, резко возросло.
После кризиса на рынке труда в ходе шоковой терапии 1990-х годов, возобновившийся рост экономики страны и сокращение численности экономически активного населения России в 1990-е годы позволили снизить уровень безработицы и увеличить занятость населения. В России уровень безработицы рассчитывается по методу анкетирования трудоспособного населения России возраста от 15 до 72 лет в процентном соотношении 0,6 % ко всему населению региона или страны. В связи с этим данные совсем некорректны и не соответствуют реальному положению дел.
Число безработных в России оценивается Росстатом путем опросов населения по специальной методике. В среднем, в составе населения России трудоспособного возраста, по разным статистическим оценкам Роструда и Росстата., в 2013—2015 годах единовременно значились:
- около 4 млн человек — безработные, находящиеся в поиске работы (около 5 % экономически активного населения)
- от 25 до 38 млн человек — нигде официально не работающие, не ищущие работу и не учащиеся трудоспособные граждане (в том числе, в теневой занятости) (около 35—40 % трудоспособного населения)
- около 1 млн человек — официально зарегистрированы в Центрах занятости[8][9].

Например в 2013 году не имели официального трудоустройства 44 % (38 млн из 86 млн) граждан России трудоспособного возраста (16—54 года для женщин, 16—59 лет для мужчин).
По состоянию на сентябрь 2015 года, по данным Роструда и Росстата, не имели официального трудоустройства свыше 25 % экономически активного населения России (19,4 млн из 77 млн человек), в том числе 4,0 млн человек безработных и 15,4 млн человек, предположительно, в теневой занятости. По другим данным к неофициально занятым относится 16,2 млн человек или почти 23 % всех занятых в экономике. Кроме того, в сентябре 2015 года Росстат учёл ещё 16,9 млн человек экономически неактивного населения — находящегося в трудоспособном возрасте, но не работающего и не ищущего работу (включая 6,6 млн обучающихся дневной формы).
Количество безработных, зарегистрированных, по состоянию на 18.10.2015 года, в Центрах занятости — 917 тыс. человек, 991 тыс. на 22.06.2016 г.. Такой низкий уровень зарегистрированной безработицы объясняется тем, что центры занятости населения автоматически снимают с учёта всех безработных, которые 2 раза подряд отказались от предлагаемой им работы. А предлагают в центре занятости, как правило, вакансии с минимальным размером зарплаты. Максимальный срок выплаты пособия по безработице — 1 год с даты увольнения с последнего места работы.
Официально низкий уровень безработицы позволяет правительству говорить о «нехватке рабочих рук» и демографическом кризисе, которые «тормозят экономику» и требуют массового привлечения иностранной рабочей силы.
Но, по итогам исследований РАН (2013 год), рабочие места в России появляются только в самых низкооплачиваемых секторах экономики с тяжёлыми условиями труда, а показатель безработицы среди молодёжи (в возрасте 18—24 года) превышает средний показатель по России в несколько раз. Из-за падения реальных зарплат, приток трудовых мигрантов в Россию снижается в последние годы, начиная с конца 2014 года.

## История
В начале 1920-х годов, НЭП в СССР привел к появлению трестов, частных предприятий, стали закрываться убыточные предприятия, сокращаться рабочие и служащие. В ходе индустриализации и коллективизации безработица снижалась, поэтому в 1926 году в Москве безработица составляла 6,3 % населения, а в 1930 году было объявлено о ликвидации безработицы, закрылась последняя биржа труда.
Право на труд в закреплялось в статье 118 Конституции СССР 1936 года, статье 40 Конституции СССР 1977 года. Каждому трудоспособному гражданину СССР гарантировалось трудоустройство:
«…то есть право на получение гарантированной работы с оплатой труда в соответствии с его количеством и качеством и не ниже установленного государством минимального размера, — включая право на выбор профессии, рода занятий и работы в соответствии с призванием, способностями, профессиональной подготовкой, образованием и с учетом общественных потребностей».
Согласно статье 12 конституции СССР 1936 года, «труд в СССР является обязанностью и делом чести каждого способного к труду гражданина по принципу: „кто не работает, тот не ест“. В СССР был провозглашен принцип социализма: „от каждого по его способности, каждому — по его труду“».
Несмотря на отрицание наличия безработицы в СССР, фактически она существовала. Так, в середине 1950-х годов сокращение вооруженных сил, реорганизация аппарата управления и амнистии заключенных привели к тому, что к середине 1956 года только в Президиум Верховного Совета СССР ежемесячно поступало до 4 тыс. писем от граждан, отчаявшихся найти работу. Только в городах Краснодарского края насчитывалось 22 тыс. безработных.
При этом с 1961 по 1991 годы действовал указ, в соответствии с которым усилилась борьба с тунеядством — тех, кто уклонялся от общественно-полезного труда, по решению народного суда могли выселять сроком от 2-х до 5-ти лет. Перед этим на тунеядцев воздействовали психологически и административно («разбирали» на собраниях, комиссиях, забирали на 15 суток на исправительные работы). В Конституции СССР 1977 года также гарантировалось право на жильё, бесплатное среднее и высшее образование и бесплатную медицину, что компенсировало невысокие зарплаты. Многие рабочие и служащие получали государственные квартиры бесплатно (в пожизненную бесплатную аренду), и к 1989 году свыше 83 % граждан СССР жили в отдельных государственных квартирах (платили они только небольшие коммунальные платежи), оставшаяся часть — это кооперативное жилье и так называемый частный сектор. Бесплатно выделялись рабочим и служащим также дачные участки, в рамках организации коллективных садов и огородов.
В Конституции России, принятой в 1993 году, фраза о гарантированном трудоустройстве была исключена. После внесения в 2020 году поправок в неё, в ст. 75 было добавлено положение о «уважении труда граждан», не несущее какого-либо законодательного характера и никого ни к чему не обязывающее.

## Современное состояние

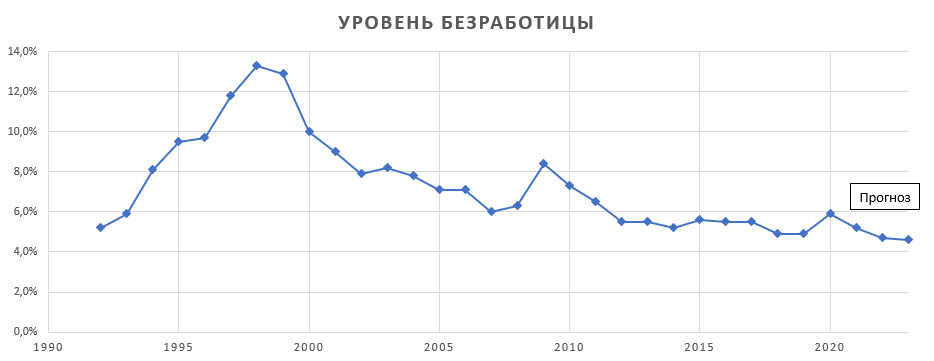
Уровень безработицы в РФ (1992—2020 гг.) и его прогноз (2021—2023 гг.)

### Состояние на 1993—2013 годы
В действующей Конституции РФ 1993 года гарантии трудоустройства для каждого трудоспособного гражданина РФ отсутствуют. Одним из достоинств плановой экономики РСФСР был крайне низкий уровень безработицы по сравнению с капиталистическими странами. Так в январе 1992 года безработными были лишь 0,1 % экономически активных жителей страны. По мере перехода к рыночной экономике, предложение на рынке труда начало значительно превышать спрос. На фоне дерегуляции экономики страны, а также падения ВВП вследствие промышленного спада, уровень безработицы начал быстро увеличиваться и к началу 1996 года достиг 3,7 %. Однако в соответствии с методикой МОТ, учитывающей также людей не имеющих работы, но не зарегистрированных на бирже труда, в марте 1996 года, показатель безработицы в России достигал 8,5 % (или 6,2 млн человек). Максимальный уровень безработицы в России был зафиксирован в 1999 году и составил 13 % экономически активного населения.
2010 год был назван в России годом борьбы с безработицей. В регионах были организованы общественные работы для тех, кто лишился постоянного заработка. Службы занятости с начала осени начали кредитование безработных для открытия собственного дела. Были организованы курсы по переобучению потерявших работу граждан.
Общественные работы в основном заключались в уборке улиц, благоустройстве территорий, обслуживании общественного транспорта, ремонте памятников культуры.
6,2 млрд рублей в 2011 году было выделено на стимулирование среднего и малого бизнеса. Считалось, что это востребованная мера как по снижению социального недовольства, так и по общему оздоровлению экономики.
Пособие на открытие собственного дела увеличено с 58 800 рублей (2009 год) до более чем 100 000 рублей. Ключевое условие для получения большего пособия — создание новых рабочих мест для безработных.

«В следующем году безработный, открывающий своё дело, сначала получит все те же 58 800 рублей. Но если в дальнейшем он создаст дополнительные рабочие места и примет на работу официально зарегистрированных безработных, ему выплатят ещё 58 800 рублей. Четкий порядок предоставления дополнительных субсидий безработным предпринимателям регионы будут определять самостоятельно при подготовке программ содействия занятости.»— Максим Топилин
В 2009 году минимальное пособие по безработице составило 850 рублей, максимальное — 4900 рублей. На последнее могли претендовать граждане России, уволенные в течение года и трудившиеся не менее 26 недель на последнем месте работы. С тех пор, по состоянию на 2015 год, размер пособия не менялся.
Одной из мер снижения напряженности на рынке труда в 2011 должна стать организация стажировок для выпускников вузов, находящихся под риском нетрудоустройства. В программе антикризисных мер на 2011 год указано, что стажировки могут пройти 85,3 тысячи выпускников образовательных учреждений.
Принято решение выделять субсидии в размере 30 тыс. рублей предприятиям, предоставляющим рабочие места инвалидам. Эта мера может снизить хроническую безработицу. Ранее предприятиям предоставлялись иные выгоды — налоговые льготы за принятие ограниченно трудоспособных в штат. Это свелось к формальному зачислению инвалидов в штат и выплате минимальной зарплаты.
В 2009 году 189 тыс. человек прошли переобучение.
Рассчитывать на вышеуказанные меры могут только граждане, зарегистрированные в центре занятости.
Статистика (на февраль 2011):
- 5,4 миллиона человек — общая безработица в России, согласно расчетам по методике МОТ (в среднем по России 6,9 %, в Москве 0,7 % экономически активного населения)[37]
- 1,6 миллиона безработных зарегистрировано в центрах занятости[37]
- 95 тыс. человек нашли работу по программе поддержки малого бизнеса[36]
- численность экономически активного населения России — 75,2 млн человек[38]

В августе 2012 года показатель безработицы в России опустился до рекордно низкой отметки в 5,2 %, что является рекордом с 2001 года. Официальный уровень безработицы в России, рассчитанный по методике МОТ, по состоянию на апрель 2015 года, составил 5,8 % экономически активного населения или 4,4 миллиона человек. При этом, количество официальных безработных, зарегистрированных в Центрах занятости населения, в 4 раза меньше и составляло 1,3 % экономически активного населения, также по состоянию на апрель 2015 года По состоянию на конец 2014 года численность экономически активного населения в России — 75,4 млн человек, что составляло порядка 53 % от общей численности населения страны. В том числе 71,4 млн человек были заняты в экономике и 4,0 млн человек (5,5 %), согласно расчетам по методике МОТ, были безработными. При этом различные регионы России также сильно различаются по уровню занятости, безработицы и по уровню привлечения иностранной рабочей силы.

### Состояние на 2014—2024 годы
С середины лета до конца 2014 года наблюдался рост безработицы в связи с ухудшением экономической ситуации в стране и сокращением персонала.
Уровень безработицы в России, по состоянию на апрель 2015 года, по данным Росстата (учет по методике МОТ), составил 5,8 % экономически активного населения или 4,4 миллиона человек.
Количество безработных, зарегистрированных, по состоянию на 18 ноября 2015, в Центрах занятости, — 917 441 человек. Всего же, по состоянию на сентябрь, согласно исследованиям Росстата, не имели официального трудоустройства свыше 25 % экономически активного населения России (19,4 из 77 млн человек), в том числе 4,0 млн человек безработных и 15,4 млн человек, предположительно, в теневой занятости.
Уровень безработицы в октябре, по данным «Росстата» (учет по методике МОТ), составил 5,5 % экономически активного населения, или 4,3 млн из 76,8 млн человек, в мае 2016 года — 5,6 % или 4,3 млн человек, в сентябре 2016 — 5,2 % или 4,0 млн чел..
Официальный статистический уровень безработицы в России, по состоянию на сентябрь 2016 года, по данным Росстата, составил 5,2 % экономически активного населения (рабочей силы) или 4,0 млн человек, не изменившись, по отношению к сентябрю 2015 г. — те же 5,2 % (4,0 млн чел.).
В марте 2019 года, по данным Росстата, как безработные классифицировались 3,5 млн россиян или 4,7 % рабочей силы.
Количество безработных пошло в рост с началом эпидемии ковид 2020 года, на фоне введенных властями ограничений для бизнеса и достигало в августе и сентябре почти 3,7 млн человек или 6,4 % трудоспособного населения (это максимальное значение по безработице в России со времен рецессии, вызванной мировым финансовым кризисом 2008 года)..
В мае вице-премьер РФ Татьяна Голикова заявила о том, что число безработных россиян увеличилось вдвое.
По данным Росстата, по состоянию на сентябрь 2020 безработица в России составляла 6,3 %. Однако с точки зрения аналитиков из FinExpertiza, реальный уровень безработицы с учетом сотрудников, переведенных на неполный день или отправленных в неоплачиваемый отпуск, оказалась вдвое больше — 12 %.
В апреле 2022 года, согласно данным Росстата, безработица опустилась до 4 %, тем самым установив свой исторический минимум за период наблюдения с 1991 года (предыдущий минимум в 4,1 % был отмечен в феврале и удерживался в марте), количество безработных с марта по апреля 2022 года снизилось на 73 тысячи человек.
В мае этого года, по сообщению Росстата, уровень безработицы в России вновь снизился до нового исторического минимума и достиг 3,9 %; по итогам этого месяца, как безработные классифицировались 2,9 млн человек.
В начале ноября 2022 года вице-премьер Татьяна Голикова сообщила, что в центрах занятости зарегистрировано 571,8 тысячи безработных граждан. Позже глава Роструда Михаил Иванков заявил, что помимо минимальных показателей по безработице, фиксируется максимальное количество вакансий — от 2,3 до 2,4 млн, то есть, четыре вакансии на одного зарегистрированного безработного. По его словам, принятые меры по сохранению стабильности на рынке труда, в том числе на предприятиях с иностранным участием, которые ушли из РФ, позволили сократить количество работников, находящихся в состоянии простоя, на 32 %. Также уменьшилось количество работников в режиме неполной занятости — на 39 %, и тех, кто находится в неоплаченные отпусках — на 34 %.
По информации Правительства РФ, количество безработных россиян за 2022 сократилось на 445 000 человек — 13,8 %, по сравнению с предыдущим годом. Согласно данным Росстата безработица в 2022 году достигла рекордно низких показателей и составила 3,7 %. Количество безработных снизилось в 68 регионах России, в четырёх — не изменилось и в 13 — выросло.
В январе 2023 года уровень безработицы установил новый исторический минимум — 3,6 %, а с учётом сезонной коррекции и вовсе составил 3,5 %. К середине февраля 2023 года по сравнению с началом года число безработных сократилось ещё на пять тысяч человек и составило 559 000.
9 марта ЦБ РФ обнародовал прогнозы по состоянию экономики России — эксперты откорректировали прогноз уровеня безработицы в России на 2023—2025 гг.: по их мнению он составит в 2023 г. 4,1 % против прогнозируемых ранее 4,3 %, в 2024 г. и 2025 г. — 4 %.
По данным Минтруда, количество занятых в России с 2022 по 2023 год увеличилось на 1,5 млн человек и достигло 73,4 млн. Общее количество безработных по критериям МОТ сократилось до 2,4 млн. Также в 3,5 раза сократилось количество работников находящихся в простое и в 3,2 раза — работающих неполный день.
Уровень безработицы падал с начала года: в январе он составлял 3,6%, в феврале-марте — 3,5%, в апреле — 3,3%. Очередной исторический минимум безработица в России обновила в июля 2023 года, по данным Росстата сократившись на 75 тысяч и составив 3%. Общее количество безработных в этом месяце составило 2 млн 276 тыс. человек.
Президент РФ Владимир Путин, комментируя в сентябре 2023 года ситуацию с рекордно низкой безработицей в стране, заявил, что данный результат — итог последовательной работы по ряду направлений, но, вместе с тем, является индикатором того, что будущий рост экономики может упереться в нехватку трудовых кадров. В связи с этим к 2024 году должен быть составлен первый пятилетний прогноз потребности в кадрах, базируясь на его данных, будет корректироваться подготовка рабочей силы с высшим и средним образованием.
На текущий момент самый низкий уровень безработицы в России зафиксирован в феврале 2024 года — 2,8%. Общее количество безработных в этом месяце составило 2 млн 109 тыс. человек. При этом Институт экономики РАН оценивает объём дефицита работников в 2023 году в России в 4,8 млн человек. Глава ЦБ РФ Эльвира Набиуллина ранее назвала дефицит кадров основной проблемой российской экономики.
12 декабря 2023 года был принят новый закон о занятости .
В феврале 2025 года премьер-министр Михаил Мишустин сообщил, что среднее значение безработицы за 2024 год не превышало 2,5%. К декабрю 2024 года количество безработных срократилось до 2,3%, снизившись за год на 0,7%. Критериям безработных Международной организации труда соответствовало 1,8 млн человек. Количество официальных безработных, стоящих на учете в службах занятости уменьшилось до 332 тыс человек, что стало минимальным показателем за год.

### Пособие по безработице
Выплата пособия по безработице в России регулируется федеральным законом «О занятости населения в Российской Федерации». Размер пособия ежегодно утверждается правительством России.
Таблица 1. Размеры пособия по безработице по годам
| Год  | Минимальный размер (рублей в месяц) | Максимальный размер (рублей в месяц) | Документ об утверждении размера пособия                                  |
| ---- | ----------------------------------- | ------------------------------------ | ------------------------------------------------------------------------ |
| 2005 | 720                                 | 2880                                 | Постановление Правительства РФ от 04.11.2004 № 591                       |
| 2006 | 720                                 | 2880                                 | Постановление Правительства РФ от 17.01.2006 № 12                        |
| 2007 | 720                                 | 2880                                 | Постановления Правительства РФ от 29.12.2006 № 831, от 17.01.2006 № 12   |
| 2008 | 781                                 | 3124                                 | Постановление Правительства РФ от 23.03.2008 № 194                       |
| 2009 | 850                                 | 4900                                 | Постановление Правительства РФ от 08.12.2008 № 915                       |
| 2010 | 850                                 | 4900                                 | Постановление Правительства РФ от 14.11.2009 № 926                       |
| 2011 | 850                                 | 4900                                 | Постановление Правительства РФ от 12.10.2010 № 812                       |
| 2012 | 850                                 | 4900                                 | Постановление Правительства РФ от 03.11.2011 № 888                       |
| 2013 | 850                                 | 4900                                 | Постановление Правительства РФ от 09.10.2012 № 1031                      |
| 2014 | 850                                 | 4900                                 | Постановление Правительства РФ от 30.10.2013 № 973                       |
| 2015 | 850                                 | 4900                                 | Постановление Правительства РФ от 17.12.2014 № 1382                      |
| 2016 | 850                                 | 4900                                 | Постановление Правительства РФ от 12.11.2015 № 1223                      |
| 2017 | 850                                 | 4900                                 | Постановление Правительства РФ от 08.12.2016 № 1326                      |
| 2018 | 850                                 | 4900                                 | Постановление Правительства РФ от 24.11.2017 N 1423                      |
| 2019 | 850                                 | 8000                                 | Постановление Правительства РФ от 15.11.2018 N 1375                      |
| 2020 | 1500 (с 1 мая по 31 августа — 4500) | 12130                                | Постановление Правительства РФ от 27.03.2020 N 346 (ред. от 08.09.2020)  |
| 2021 | 1500                                | 12130                                | Постановление Правительства РФ от 31.12.2020 N 2393 (ред. от 27.03.2021) |
| 2022 | 1500                                | 12792                                | Постановление Правительства РФ от 15.11.2021 N 1940                      |
| 2023 | 1500                                | 12792                                | Постановление Правительства РФ от 14.11.2022 N 2046                      |
| 2024 | 1611                                | 13739                                | Постановление Правительства РФ от 23.01.2024 N 46                        |
| 2025 | 1764                                | 15044                                | Постановление Правительства РФ от 23.01.2025 N 33                        |

Сроки выплаты пособия по безработице
Согласно ст. 31 «Закона о занятости в РФ», общий срок выплаты пособий по безработице не может превышать 12 месяцев с даты увольнения с последнего места работы. Для получения пособия, в случае невозможности найти работу, безработному требуется проходить перерегистрацию в Центре занятости населения каждые 11 дней.

### Постановка и снятие безработных с учёта
Для постановки безработного на учёт в Центре занятости, требуется предъявить органам службы занятости паспорт, трудовую книжку, документы, удостоверяющие квалификацию, а также справку о среднем заработке за последние 3 месяца по последнему месту работы. Для ранее не работавших, не имеющих квалификации — требуется предъявить паспорт и документ об образовании и (или) о квалификации. Если служба занятости не сможет предоставить подходящую работу гражданам в течение 10 дней со дня их регистрации для поиска работы, то эти граждане признаются безработными с первого дня предъявления указанных документов.
Согласно ст. 4 «Закона о занятости в РФ», подходящей может считаться любая оплачиваемая работа (соответствующая нормам по охране труда и не требующая переезда на другое место жительства), если предлагаемый заработок выше величины прожиточного минимума, установленного в субъекте Российской Федерации. Безработные, отказавшиеся в течение 10 дней со дня их регистрации в органах службы занятости от 2 вариантов подходящей работы, включая работы временного характера, подлежат снятию с учёта в Центре занятости населения.
Согласно информации газеты «Московский комсомолец» (2015), указанные статьи «Закона о занятости в РФ» активно используют в Центрах занятости для ускорения снятия безработных с учёта, в целях улучшения официальной статистики по безработице. По мнению экспертов ВЦУЖ, этому способствует искусственно заниженный в несколько раз официальный прожиточный минимум.
Согласно федеральному закону о занятости , принятому 12 декабря 2023 года  безработный согласует индивидуальный план поиска работы, проходит профилирование.

### Динамика безработицы и занятости в РФ
Таблица 2. Динамика официального уровня безработицы и занятости в России, по данным «Росстата», в 2000—2005 годах, 2006—2016 годах, 2017:
|   | | Годы | Годы | Годы | Годы | Годы | Годы | Годы | Годы | Годы | Годы | Годы | Годы | Годы | Годы | Годы  | Годы  |
| № | Наименование | 2000 | 2001 | 2002 | 2003 | 2004 | 2005 | 2006 | 2007 | 2008 | 2009 | 2010 | 2011 | 2012 | 2013 | 2014  | 2015  |
| - | --- | ---- | ---- | ---- | ---- | ---- | ---- | ---- | ---- | ---- | ---- | ---- | ---- | ---- | ---- | ----- | ----- |
| 1 | Кол-во безработных в РФ (учет по методике МОТ), - в % к экономически активному населению (рабочей силе)                                       | 10,6 | 9,0  | 7,9  | 8,2  | 7,8  | 7,1  | 7,1  | 6,0  | 6,3  | 8,4  | 7,3  | 6,5  | 5,5  | 5,5  | 5,2   | 5,6   |
| 2 | - в млн человек |      |      |      |      |      |      | 5,3  | 4,6  | 4,8  | 6,4  | 5,6  | 4,9  | 4,1  | 4,1  | 3,9   | 4,3   |
| 3 | Количество безработных, зарегистрированных в Центрах занятости, в млн человек                                                                 |      |      |      |      |      |      |      |      |      |      |      |      |      |      |       | 0,9   |
| 4 | Кол-во экономически активного населения в неформальном секторе, - в % к экономически активному населению                                      |      |      |      |      |      |      | 18,4 | 18,4 | 19,6 | 19,5 | 16,6 | 18,2 | 19,0 | 19,7 | 20,1  | 20,5  |
| 5 | - в млн человек |      |      |      |      |      |      | 12,7 | 13,0 | 13,9 | 13,5 | 11,5 | 12,9 | 13,6 | 14,1 | 14,4  | 14,8  |
| 6 | Количество экономически неактивного населения (находящегося в трудоспособном возрасте, но не работающего и не ищущего работу) - в млн человек |      |      |      |      |      |      | 21,1 | 20,4 | 19,6 | 19,2 | 19,1 | 18,3 | 17,8 | 17,8 | 16,9  | 16,77 |
| 7 | Всего экономически активное население (рабочая сила), в возрасте 15-72 года, млн. чел                                                         |      |      |      |      |      |      | 74,2 | 75,2 | 75,8 | 75,7 | 75,4 | 75,8 | 75,7 | 75,5 | 75,43 | 76,59 |
| 8 | Всего рабочая сила в трудоспособном возрасте, млн. чел                                                                                        |      |      |      |      |      |      | 69,2 | 69,8 | 70,3 | 70,0 | 69,8 | 69,8 | 69,2 | 68,9 | 68,7  | 69,45 |

Продолжение табл. 2.
|   | | Годы  |      |
| № | Наименование | 2016  | 2017 |
| - | --- | ----- | ---- |
| 1 | Кол-во безработных в РФ (учет по методике МОТ), - в % к экономически активному населению (рабочей силе)                                      | 5,5   | 5,2  |
| 2 | - в млн человек | 4,2   | 4,0  |
| 3 | Количество безработных, зарегистрированных в Центрах занятости, в млн чел.                                                                   | 0,99  |      |
| 4 | Кол-во экономически активного населения в неформальном секторе , - в % к экономически активному населению                                    | 21.2  |      |
| 5 | - в млн человек | 15,4  |      |
| 6 | Количество экономически неактивного населения (находящегося в трудоспособном возрасте, но не работающего и не ищущего работу), в млн человек | 15,9  |      |
| 7 | Всего экономически активное население (рабочая сила) в возрасте 15-72 года, млн. чел.                                                        | 76,64 |      |
| 8 | Всего рабочая сила в трудоспособном возрасте, млн. чел.                                                                                      | 69,37 |      |

Для справки: Трудоспособный возраст в России: для женщин 16-54 года, для мужчин 16-59 лет.

### Скрытая безработица
По определению Международной организации труда (МОТ), скрытая безработица — вид безработицы, когда отсутствует занятость при формальном сохранении трудовых отношений с работодателем. Объяснялось это тем, что работодатели продолжали по разным причинам поддерживать занятый статус фактически неработающего персонала, отправив персонал в неоплачиваемые отпуска или сократив количество рабочих дней и зарплату до минимума. Данный феномен характерен для сельского населения РФ вообще, регионов Дальнего Востока, Северо-Запада, а также тех национальных республик, в которых ещё не завершился демографический переход.
Многие скрытые безработные не встают на учёт из-за сложности процедуры и низкого пособия по безработице — оно не меняется с 2009 года и составляет 850-4900 рублей. Статус безработного можно получить лишь в том случае, если биржа не находит человеку никакой оплачиваемой работы (с зарплатой выше установленного прожиточного минимума) в течение 10 дней. Если безработный дважды откажется от предложений биржи по трудоустройству, он автоматически лишается пособия и снимается с учета.

По результатам опроса ВЦИОМ, опубликованным 22 июня 2015 года:
В последние несколько месяцев работу потеряли близкие каждого третьего участника опроса (30 %), в том числе у 21 % респондентов — двое-трое знакомых, у 9 % — четверо и более. Чаще подобные случаи отмечаются в кругу людей с высшим образованием (32 %), 25-44-летних (37 %), реже — среди знакомых малообразованных (20 %) и 18-24-летних (22 %)
.
По данным аналитической службы международной аудиторско-консалтинговой сети FinExpertiza, в ковидном 2020 году скрытая безработица составила 4,9 млн человек.

### Структурная безработица
Структурная безработица, которой также практически не существовало благодаря советской системе направлений и распределений, появилась после либерализации, дерегуляции и спада экономики, начавшегося в 1990-е годы. Так если в конце 1994 года спрос на рабочие места в России составлял 6 человек на одну вакансию, то к началу 1996 года он достиг 10 человек на место.
Структурную безработицу можно разделить по следующим признакам:
- по полу и виду поселения (сельское, городское)

По состоянию на апрель 2015 года (учёт Росстата по методологии МОТ), уровень безработицы среди сельского населения был в 1,6 раза выше, чем среди городского. Среди общего числа безработных, доля женщин в апреле 2015 года составила 46,5 %.
- по возрастным группам экономически активного населения

Средний возраст безработных в апреле 2015 года составил 36,1 года. Высокий уровень безработицы отмечался в возрастной группе 15-19 лет (31,4 %) и 20-24 лет (13,4 %). В среднем среди молодежи в возрасте 15-24 лет уровень безработицы в апреле 2015 года составил 15,1 %, при среднем уровне безработицы по России — 5,8 %.
- наличие опыта работы

Среди общего числа безработных, 22,6 % (около 1 млн человек), по состоянию на апрель 2015 г., составляют лица, не имеющие опыта трудовой деятельности, так как они менее конкурентоспособны на рынке труда.
- по секторам экономики

Сокращение производственного сектора экономики России, начавшееся в 1990-е годы, закрытие крупных промышленных предприятий, не выдержавших конкуренции на рынке, привело к сокращениям производственного, инженерного и научно-технического персонала в периоды экономических кризисов (для справки, в 2011 году промышленное производство в России составляло только 80 % от уровня 1989 года). Несмотря на официально низкую безработицу и наличие вакансий в производственном секторе, уровень зарплат там остается низким. Как отмечают авторы доклада РАН (2013 г., академики А. Д. Некипелов, В. В. Ивантер, С. Ю. Глазьев), важным фактором в структурной безработице является «сужение сферы высококвалифицированного труда с достойным уровнем оплаты». Владельцы промышленных предприятий вместо модернизации производств, требующей значительных капитальных вложений, предпочитают увеличивать производительность и прибыль за счёт повышения нагрузки на персонал, сокращения персонала, снижения зарплат и найма низкооплачиваемых иностранных трудовых мигрантов. 73 % работников российских промышленных предприятий получают зарплату ниже средней зарплаты по России. Только обрабатывающий сектор ещё сохраняет средний уровень зарплат, в 2011 году зарплата работников там составляла 93 % от средней. Исследователи РАН отмечают, что рост вакансий происходит в основном среди низко- и среднеквалифицированных работников. Основная причина появления вакансий — низкая привлекательность труда и низкий уровень оплаты в технологически отсталых секторах экономики.

### Уровень безработицы по регионам России
Официальный уровень безработицы (по методике МОТ) сильно отличается по регионам России. По состоянию на февраль 2020 года, наиболее низкий уровень безработицы отмечен в крупных городах (Москва — 1,6 %, Санкт-Петербург — 1,5 %). Наиболее высокий уровень безработицы наблюдался в республиках Северного Кавказа (Ингушетия — 26,2 %, Дагестан −13,9 %, Северная Осетия – Алания — 13,8 %). В указанных республиках наблюдается избыток трудовых ресурсов, так как в них не завершился демографический переход при нехватке рабочих мест. Так, наиболее высокий уровень рождаемости среди всех регионов России в 2017 году наблюдался в Тыве (25 человек на 1000 человек в год), на 2-м месте Чечня (24 на 1000 человек в год), на 3-м Ингушетия (21 на 1000 чел/год), на 4-м Дагестан (19 на 1000). Для сравнения, в Москве — 11,2.
Уровень безработицы по федеральным округам (по состоянию на февраль 2020 года).
| №        | Субъект РФ                          | Численность рабочей силы, тыс.чел | Занятые | Безработные | % участия в рабочей силе | % занятости | % безработицы |
| -------- | ----------------------------------- | --------------------------------- | ------- | ----------- | ------------------------ | ----------- | ------------- |
| 1        | Северо-Кавказский федеральный округ | 4551.5                            | 4030.8  | 520.7       | 59.9                     | 53.1        | 11.4          |
| 2        | Дальневосточный федеральный округ   | 4210.5                            | 3954.7  | 255.8       | 63.9                     | 60.1        | 6.1           |
| 3        | Сибирский федеральный округ         | 8511                              | 8037.5  | 473.5       | 61.2                     | 57.8        | 5.6           |
| 4        | Южный федеральный округ             | 8153.8                            | 7723.3  | 430.5       | 59.8                     | 56.7        | 5.3           |
| 5        | Уральский федеральный округ         | 6315.7                            | 6049.1  | 266.5       | 63.5                     | 60.8        | 4.2           |
| 6        | Приволжский федеральный округ       | 14627.5                           | 14008.3 | 619.2       | 60.3                     | 57.7        | 4.2           |
| 7        | Северо-Западный федеральный округ   | 7453.7                            | 7176.7  | 277         | 63.6                     | 61.3        | 3.7           |
| 8        | Центральный федеральный округ       | 21273.3                           | 20656.7 | 616.6       | 63.9                     | 62.1        | 2.9           |
| 8.000001 | РФ                                  | 75097                             | 71637.1 | 3459.9      | 62.1                     | 59.2        | 4.6           |

### Теневая занятость
Неформальная занятость более всего распространена в северокавказских республиках, из-за высокого уровня безработицы и избытка трудовых ресурсов там без трудового договора трудится до 40 % всех работников. Для работодателей выгоднее нанимать иностранных трудовых мигрантов на рабочие специальности, не требующие высокой квалификации, так как нелегальные трудовые мигранты согласны на неформальное трудоустройство (работу без трудового договора), минимальную оплату труда и худшие условия, чем местные безработные. Так, по данным ФМС России за 2015 год в России поставлено на миграционный учёт по месту жительства 11,5 млн иностранных мигрантов, из них получили разрешение (патент) на работу только 1,6 млн человек Большинство мигрантов — граждане СНГ (Украины, Узбекистана, Таджикистана, Киргизии) трудоспособного возраста. Многие российские безработные с рабочими специальностями вынуждены конкурировать за рабочие места с примерно 7 млн иностранных трудовых мигрантов из более бедных стран. По мнению известного политолога, Андрея Савельева, работодатели и чиновники сами способствуют притоку гастарбайтеров, с целью удержания зарплат на низком уровне и получения дополнительной неучтённой прибыли за счёт неуплаты налогов с зарплат гастарбайтеров, работающих в теневой занятости. Это приводит к усилению конкуренции на рынке труда, снижению зарплат, потере работы местными специалистами и переходу трудоспособного населения России в теневую занятость.
«Роструд» в 2015 году оценивал теневую занятость в 15 млн человек (20 % экономически активного населения России). Если раньше работа без договора предполагала для работника более высокие доходы, то с 2014 года теневая занятость в России превратилась в альтернативу безработице, особенно для работников со средним и средним профессиональным образованием, считают исследователи.
Согласно данным Росстата, в 2016 году размер теневой занятости достиг рекордного размера с 2006 года. В неформальной экономике было занято 15,4 млн человек, что составляло 21,2 % от общего количества занятых.
Во время пандемии коронавируса в 2020 году произошло сокращение неформальной занятости. В качестве причин этого могли стать уменьшение спроса на теневых специалистов, к примеру, репетиторов или сиделок, и влияние программ поддержки МСП.. В последующее время уровень теневой занятости продолжил сокращаться. Во втором квартале 2022 года произошло его рекордное за 2 года уменьшение на 1,5 млн человек или 10 % от общего числа занятых.

### Молодёжная безработица
По официальным данным Росстата, молодёжная безработица в России относительно невелика, хотя и увеличилась после мирового финансового кризиса 2008 года. В то же время, наибольшее количество безработных в России — среди молодежи.
По данным Росстата (учет по методике МОТ) в апреле 2015 года, среди молодежи в возрасте 15-24 лет уровень безработицы составил 15,1 %. При среднем уровне безработицы по России в тот же период в 5,8 %, коэффициент превышения уровня безработицы среди молодёжи возрастной группы 15-24 лет, по сравнению со средним уровнем по стране, составил 2,6 раза, по сравнению с уровнем безработицы населения в возрасте 30-49 лет — в 3,1 раза.
Молодёжная безработица также связана с низкими зарплатами в производственном секторе экономики России и, соответственно, с непривлекательностью инженерных и рабочих специальностей для молодежи. Из-за этого наблюдается явный перекос в российском высшем и среднем профессиональном образовании. Большинство выпускаемых ВУЗами молодых специалистов — это юристы, экономисты и гуманитарии. Высоким спросом у молодежи пользуются некоторые высокооплачиваемые медицинские специальности — например, стоматология, где конкурс в ВУЗы достигает 29 человек на место. При этом, конкурс в ВУЗ на специальность, например «лесозаготовительное дело» или «конструирование и технология электронных средств» — всего 1 человек на место. Из инженерных специальностей у молодежи наиболее востребован только «нефтегазовый сектор» — 13 человек на место.
В период пандемии COVID-19 произошел более стремительный, по сравнению с другими возрастными группами, рост безработицы среди людей до 30 лет. Несмотря на то, что в 2021 году удалось восстановить рынок в пределах до-пандемийных показателей, работающей молодежи стало меньше.
С 1 января 2022 года программа выплаты субсидий работодателям, нанимающим безработных, будет расширена: получить по три МРОТ можно будет за трудоустройство молодежи до 30 лет, относящейся «к уязвимым категориям на рынке труда» (соискателям с инвалидностью, без среднего профессионального или высшего образования, не нашедшим работу в течение четырех месяцев после возвращения с военной службы или после получения образования). Таким образом, Минтруд рассчитывает охватить более 117 тыс. граждан.
По словам министра труда и социальной защиты России Антона Котякова, за последние два года уровень безработицы среди молодёжи в возрастной группе 15-29 лет упал на 2,2%.

## Прогнозы
Некоторые демографы прогнозировали, что в период с 2014 по 2017 годы экономически активное население России (20-64 года) будет ежегодно сокращаться в среднем на 0,7 %, что повлияет на уровень безработицы. По другим прогнозам, в период с 2014 по 2025 год экономически активное население в России может сократиться на 6-7 миллионов человек, за 2010—2050 годы — на четверть, на 23 миллиона человек. Однако, эти прогнозы пока не подтверждаются статистикой (см. выше табл. 2 настоящей статьи). Здесь, чтобы не впасть в заблуждение, следует понимать, что экономически активное население — это то население, которое имеет работу (официальную или неофициальную), а также находится в активном поиске работы (безработные). Население, находящееся в трудоспособном возрасте, но нигде не работающее, не ищущее работу, не учащееся, не получающее пенсий — это экономически неактивное население (10,3 млн человек, согласно оценкам «Росстата» на 2015 год).
Несмотря на демографическую яму и предполагаемую «нехватку рабочих рук», большинство выпускников ВУЗов не могут найти работу по специальности, вследствие деиндустриализации и низких зарплат в тех секторах экономики (услуги, торговля, строительство), где пока ещё появляются рабочие места.
Помощник Президента РФ, Андрей Белоусов считает, что за счёт роста производительности труда и повышения пенсионного возраста, количество «лишних» людей трудоспособного возраста к 2025 году может увеличиться на 10 млн человек. По оценкам аналитиков SuperJob и РАНХиГС (2016 год), за счет сокращения рабочих мест, уровень безработицы в России к 2022 году может вырасти в несколько раз, — до 20-25 %.
Для современной экономики России характерны: официально низкая безработица, обширная теневая экономика, в связи с низкой минимальной и средней заработной платой в стране (минимальная 11280 руб., €153.95 и средняя 43400 руб., €592.32), высокое социальное неравенство, низкие инвестиции в образование, медицину, инфраструктуру, НИОКР и т. д., низкое производство товаров с высокой добавочной стоимостью, недостаточное создание новых квалифицированных и высокооплачиваемых рабочих мест, вкупе с неэффективным законодательством, тормозящим развитие бизнеса и предпринимательства в стране и отпугивающим иностранных инвесторов. Также характерны: низкие темпы экономического роста при низкой рождаемости, высокий приток низкоквалифицированной иммиграции, при быстром старении общества. Экономика и социальная защита населения соответствуют уровню развивающихся стран с низким уровнем доходов, который не может конкурировать с экономически развитыми странами
Проблемы современной экономики России, связанные с системным, хроническим недофинансированием всех сфер в угоду чисто военной, сокращением рабочих мест, и как следствие, неизбежного роста экономических и социальных иждивенцев в обществе, которым будут требоваться совершенно другого уровня и качества экономические и социальные стандарты государственной защищённости социального государства, пенсионеров и инвалидов, которые и сегодня в 2019 году, страдают из-за отсутствия реальной, адекватной государственной социальной и экономической защищённости, отсутствия хорошо оплачиваемых рабочих мест и низких пенсий.
Несмотря на то, что к началу сентября 2022 года уровень безработицы в России оставался минимальным, в связи с падением экономики, санкциями и уходом зарубежных компаний, в октябре-декабре экономисты ожидали его повышения. Негативные прогнозы касательно ВВП в 2023 году не располагали к быстрому преодолению этой тенденции. Тем не менее, Министр труда и соцзащиты Антон Котяков сообщил, что взрывного роста безработицы в 2023 году не ожидается. Объявленная в России 21 сентября 2022 года частичная мобилизация, с точки зрения экспертов, негативно повлияла, прежде всего, на работодателей, лишив их квалифицированных кадров, которых сложно заменить.. Президент Superjob Алексей Захаров заявил, что из-за частичной мобилизации не произошел традиционный сезонный рост зарегистрированной безработицы. В связи с оттоком большого числа мужчин, в краткосрочной перспективе ожидается увеличение на рынке труда доли женщин и людей старше 50 лет.
Несмотря на ежемесячное обновление рекордов по низкой безработице, старший научный сотрудник лаборатории исследований рынков труда и пенсионных систем РАНХиГС Виктор Ляшок считает, что «пока снижение рабочей силы достигло плато». Однако этот эффект продлится лишь какое-то время, когда рынку труда будут давать прибавку повышение рождаемости в 2000-х и пенсионная реформа. Ухудшения специалист ожидает после 2030 года, в период выхода на рынок малочисленного поколения 2010-х и исчерпания эффекта пенсионной реформы.